# ويليس ماهوني
ويليس ماهوني (بالإنجليزية: Willis Mahoney)‏ هو سياسي أمريكي، ولد في 13 يونيو 1895 في أيداهو في الولايات المتحدة، وتوفي في 2 يونيو 1968.